# Бейли (Азербайджан)
Бейли (азерб. Bəyli) — село в Габалинском районе Азербайджана. Входит в Кушларский муниципалитет.

## География
Расположено к юго-западу от Габалы, на правом берегу реки Турианчай. Через село протекает также река Карасу.

## Население
По сведениям «Кавказского календаря» за 1856 год население села Бейли Кабалинского магала являлось «татарским» (азербайджанским), с разговорным языком азербайджанским («татарский» в источнике). Религиозная принадлежность — мусульмане-сунниты.
По материалам посемейных списков на 1886 год, в селении Бейлы Михликовахского сельского общества насчитывалось 10 дымов и 41 житель, все «татары»-сунниты (азербайджанцы-сунниты).
Согласно данным Азербайджанской сельскохозяйственной переписи 1921 года Бейли являлось отсёлком села Мехликовах (Мыхлыковаг), с жителями азербайджанскими тюрками (азербайджанцами). По материалам издания «Административное деление АССР», опубликованным в 1933 году Управлением народно-хозяйственного учёта Азербайджанской ССР (АзНХУ), на 1 января 1933 года в селе Бейли, входившем в Кушларский сельсовет Куткашенского района Азербайджанской ССР, проживало 104 человека (16 хозяйств), из них 52 мужчины и 52 женщины. Население всего сельсовета на 91,5 % состояло из тюрков (азербайджанцев).